# Râul Ticuș
Râul Crăița este un afluent al râului Olt. 

## Hărți
- Harta Județului Brașov